# Morlancourt
Morlancourt település Franciaországban, Somme megyében. Lakosainak száma 378 fő (2022. január 1.). Morlancourt Chipilly, Méaulte, Sailly-Laurette, Ville-sur-Ancre és Étinehem-Méricourt községekkel határos.

## Népesség
A település népességének változása:
| Lakosok száma | 368  | 372  | 381  | 371  | 367  | 367  | 369  | 373  | 378  |
|               | 2013 | 2015 | 2016 | 2017 | 2018 | 2019 | 2020 | 2021 | 2022 |